# Livingston Avenue Bridge
Le Livingston Avenue Bridge est un pont ferroviaire au dessus du fleuve Hudson à Albany dans l'État de New York.
La structure initiale a été construite par la New York Central Railroad en 1866, puis a été remplacée en 1901-1902. Sa longueur totale est de 388 m.

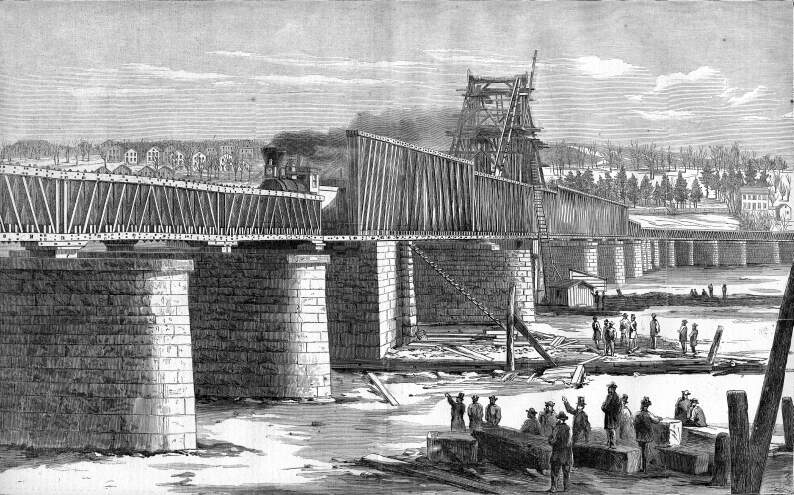
Le pont initial en 1866